# جيمس ثورنتون (ملحن)
جيمس ثورنتون (بالإنجليزية: James Thornton)‏ هو ملحن وكاتب أغاني أمريكي، ولد في 5 ديسمبر 1861 في دبلن في جمهورية أيرلندا، وتوفي في 27 يوليو 1938 في نيويورك في الولايات المتحدة.

## وصلات خارجية
- جيمس ثورنتون على موقع ميوزك برينز (الإنجليزية)
- جيمس ثورنتون على موقع إن إن دي بي (الإنجليزية)